# Nova Santa Bárbara
Nova Santa Bárbara là một đô thị thuộc bang Paraná, Brasil. Đô thị này có diện tích 71,763 km², dân số năm 2007 là 3952 người, mật độ 55,1 người/km².